# Сумникова, Ирина Владимировна
Ирина Владимировна Сумникова (урожд. Свириденко; 15 октября 1964, Минск, Белорусская ССР, СССР) — советская и российская баскетболистка. Заслуженный мастер спорта СССР (1992). Защитник. Являлась основной разыгрывающей сборной России.
Окончила Белорусский ГАФК.

## Достижения
- Чемпионка ОИ 1992
- Бронзовый призёр ОИ 1988
- Участница ОИ 1996 (5-е место) и 2000 (6-е место).
- Чемпионка Европы 1989, 1991
- Бронзовый призёр ЧЕ 1995, 1999
- Серебряный призёр ЧМ 1986
- Чемпионка России 2001
- Бронзовый призёр чемпионата России 2002
- Призёр чемпионата Венгрии 1998, 1999, 2000
- Серебряный призёр чемпионата СССР 1989
- Бронзовый призёр Кубка СССР 1982
- Бронзовый призёр Спартакиады народов СССР 1983
- Награждена медалью «За выдающиеся достижения и результаты в спорте», орденом Почета (2006).

## Личная жизнь
Была в браке (1986—1998) за Сумниковым Игорем Константиновичем, велосипедистом ЗМС СССР, чемпионом мира 1984 и 1985 годов.
Родная сестра олимпийского чемпиона по гандболу Георгия Свириденко.